# Ewa Paradies
Pour un article plus général, voir Procès du Stutthof.
Ewa Paradies (17 décembre 1920 - 4 juillet 1946) était gardienne SS de camp de concentration. Ewa Paradies est née à Lauenburg, Poméranie (actuellement Lębork, Pologne), au no 100 de la Neuendorferstrasse. Elle appartenait à la religion réformée et n'était pas mariée. En 1935, elle quitta l'école et occupa divers emplois à Wuppertal, Erfurt et Lauenburg.[réf. nécessaire]

## Biographie sommaire
En août 1944 elle se rendit au camp du Stutthof SK-III pour y être formée comme Aufseherin. Elle acheva sa formation et devint une matonne (gardienne de prison). En octobre 1944, elle fut réaffectée au sous-camp de Bromberg-Ost (Stutthof). En janvier 1945, elle revient au camp principal du Stutthof.
En avril 1945, elle accompagne un des derniers convois de femmes prisonnières au sous-camp de Lauenburg. Lors de cette évacuation en avril 1945 elle tua de nombreux prisonniers. Elle déserte et s'enfuit.

## Après la guerre
En mai 1945, elle est retrouvée et arrêtée par la police polonaise à Lębork. Au procès de Stutthof (Sztutowo), plusieurs rescapés témoignèrent des sévices de Paradies. L'une déclara à la Cour : « Elle força un groupe de femmes prisonnières, au plus fort de l'hiver, à se déshabiller. Puis elle leur versa de l'eau sur le corps. Si elles bougeaient, elle [Paradies] les battait. » Pendant le procès du Stutthof, Paradies vociféra et plaida pour sa vie. Paradies fut reconnue coupable de meurtre et condamnée à la peine de mort.

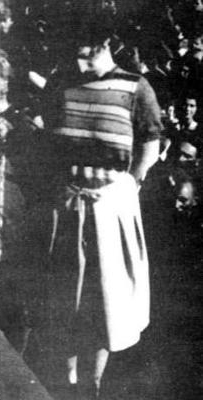
Ewa Paradies pendue.

Ewa Paradies fut pendue en public à Biskupia Górka près de Gdańsk, en même temps que les 10 autres condamnés à mort (six hommes : le sous-officier et commandant des gardiens SS Johann Pauls, cinq kapos et les quatre autres femmes (voir ci après)). Les condamnés furent amenés en camion sous les gibets dressés sur la colline devant une foule nombreuse. Avant son exécution, elle reçut, assise sur le plateau du camion, la visite d'un pasteur. Puis, pieds et poings liés, elle fut cravatée par un nœud coulant, juchée sur un tabouret et le camion démarra, la jetant dans le vide. Elle sera la dernière à être projetée dans le vide, à côté de Jenny-Wanda Barkmann. Elle avait 25 ans.

## Autres accusées du camp de Stutthof
Dans l'ordre de leur suspension aux potences, de gauche vers le centre :
- Jenny-Wanda Barkmann, Aufseherin SS (première à être exécutée),
- Ewa Paradies, Aufseherin SS (dernière à être exécutée),
- Elisabeth Becker, Aufseherin SS,
- Wanda Klaff, Aufseherin SS,
- Gerda Steinhoff, Oberaufseherin SS (potence centrale, à droite du commandant),
- Johann Pauls, commandant des gardiens SS.

## Sources
- (en) Cet article est partiellement ou en totalité issu de l’article de Wikipédia en anglais intitulé « Ewa Paradies » (voir la liste des auteurs).